# ليو جايمي
ليو جايمي (بالبرتغالية: Léo Jaime‏) هو مغني وكاتب أغاني وملحن وممثل برازيلي، ولد في 23 أبريل 1960 بغويانيا في البرازيل.

## وصلات خارجية
- ليو جايمي على موقع IMDb (الإنجليزية)
- ليو جايمي على موقع قاعدة بيانات الفيلم (الإنجليزية)